# ولکه کاپوشانی
ولکه کاپوشانی (به مجاری: Nagykapos) یک شهرک در اسلواکی با جمعیت ۹٬۵۳۶ نفر است که در Michalovce District واقع شده‌است.